# Kriegsgefangenenlager Parchim

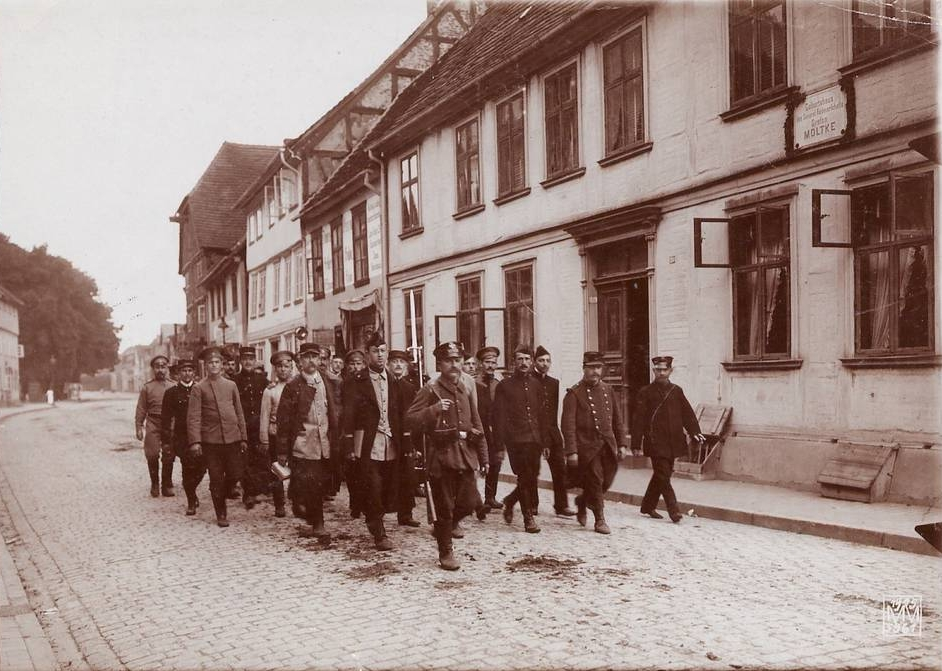
Kriegsgefangenen-Kolonne in der Langestraße in Parchim (Mecklenburg), 1915. Fotografie: Max Missmann

Das Kriegsgefangenenlager Parchim bestand von Oktober 1914 bis Juli 1921 am westlichen Stadtrand von Parchim im Großherzogtum Mecklenburg-Schwerin. Es war eines der größten deutschen Kriegsgefangenenlager im Ersten Weltkrieg. Nach Entlassung der Gefangenen fungierte es 1920/21 für einige Monate als Internierungslager für Soldaten der Roten Armee, die während des Polnisch-Sowjetischen Kriegs von Deutschland festgesetzt worden waren. Anschließend wurde es abgebaut und ist heute ein stillgelegter Flugplatz.

## Geschichte
Das Kriegsgefangenenlager Parchim wurde ab Oktober 1914 zur Unterbringung von Kriegsgefangenen auf dem ehemaligen Kavallerie-Exerzierplatz der in Parchim garnisonierten Dragoner im Westen der Stadt errichtet. Anfangs waren in dem Lager knapp 400 Gefangene in Zelten untergebracht. Die Zahl stieg rasch an, solange die deutschen Truppen noch vorrückten. Im Frühjahr 1915 lebten bereits circa 8.000 Kriegsgefangene in Parchim – Franzosen, Belgier, Russen, Serben und Engländer; außerdem auch belgische Zivilgefangene. Das Lager hatte eine Kapazität für bis zu 25.000 Gefangene, während die Stadt Parchim damals nur etwa 9.000 Einwohner hatte. Zur Zeit der höchsten Belegung lebten bis zu 15.000 alliierte Soldaten in rund 250 Holzbaracken. Während es im Kriegsgefangenenlager schon in den ersten Jahren elektrisches Licht gab, wurde Parchim erst nach dem Ende des Ersten Weltkriegs, nämlich ab 1922, an das Stromnetz angeschlossen. Im Lager gab es nach den Nationalitäten der Gefangenen getrennte Küchen. In den Werkstätten führten Internierte gegen Entlohnung Handwerksarbeiten aus. Bestimmte Räume in den Holzbaracken wurden als Kirche bzw. Synagoge genutzt. Die gefangenen Soldaten konnten Sport treiben und Theaterstücke aufführen; es gab auch eine Musikkapelle und einen Chor. Die Gefangenen mussten Zwangsarbeit beim Holzeinschlag, in der Landwirtschaft und in den Gewerbebetrieben der Umgebung leisten. Ein Teil von ihnen wurde auf Arbeitslager in Schleswig-Holstein verteilt, teils im heutigen Dänemark, wo sie Torf stechen und andere schwere körperliche Arbeit verrichten mussten.

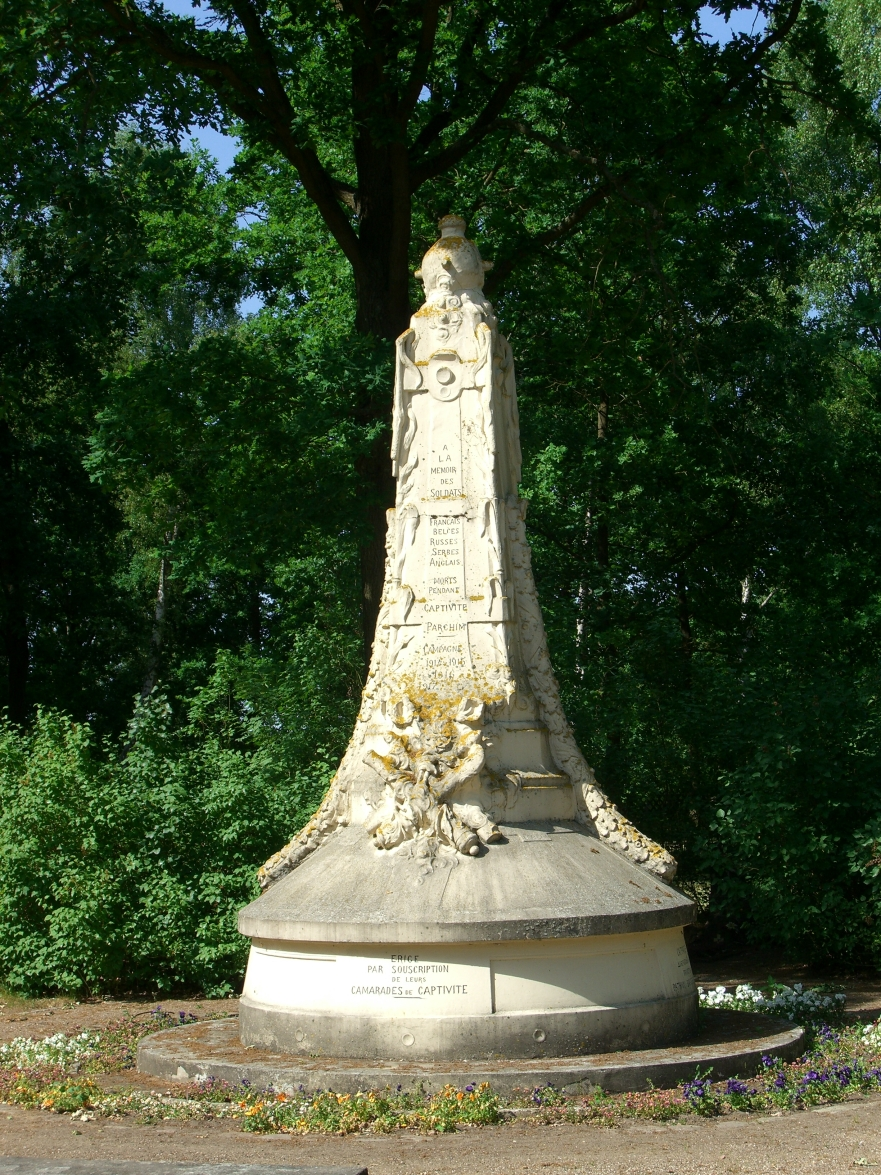
Ehrendenkmal auf dem Gefangenenfriedhof

Viele Gefangene litten an körperlichen und seelischen Krankheiten oder an ihren im Kampf erlittenen Verletzungen. Insgesamt 1.400 Soldaten, die im Kriegsgefangenenlager Parchim starben, wurden auf dem Ende 1914 gegenüber dem Lager eingerichteten Friedhof am Dammer Weg beerdigt. Im Juni 1916 wurde auf diesem Friedhof ein von einem Gefangenenkomitee entworfenes und finanziertes Ehrenmal in Anwesenheit russischer, serbischer, französischer und belgischer Gefangener und deutscher Offiziere eingeweiht. Während die Westalliierten ihre Toten in den 1920er-Jahren exhumiert und in ihre Heimat überführt haben, liegen 735 russische Soldaten des Zarenreichs noch heute dort.
Im September 1920, fast zwei Jahre nach dem Waffenstillstand von Compiègne, verließen die letzten Kriegsgefangenen des Ersten Weltkriegs das Lager bei Parchim. Es wurde aber nicht geschlossen, sondern schon bald darauf wurden hier rund 10.000 russische Rotarmisten – teils mit ihren Familien – einquartiert, die im Polnisch-Sowjetischen Krieg nach dem polnischen Sieg an der Weichsel in das damals deutsche Ostpreußen ausgewichen waren, dort entwaffnet und als Internierte nach Parchim gebracht worden waren. Die sowjetrussischen Internierten des Polnisch-Sowjetischen Krieges wurden unter deutlich schlechteren Bedingungen festgehalten als die Kriegsgefangenen während des Ersten Weltkriegs; sie litten an Kälte und Hunger sowie an Krankheiten wie Typhus und Fleckfieber. Rund 1.200 sowjetrussische Lagerinsassen starben während der kurzen Zeit ihrer Internierung. In der bürgerlichen Parchimer Bevölkerung bestand vor dem Hintergrund der Furcht vor spartakistischen Unruhen und der Märzkämpfe in Mitteldeutschland die Befürchtung, dass sich örtliche Kommunisten mit den Internierten zusammentun und die Ordnung gefährden könnten. Ein führender Parchimer Kommunist, Ernst Goldenbaum, war als Wachmann im Lager tätig. Die überlebenden Lagerinsassen konnten nach entsprechenden Abkommen bis Juli 1921 nach Sowjetrussland zurückkehren. Im Herbst 1921 kaufte dann der Freistaat Mecklenburg-Schwerin die Holzbaracken des Gefangenenlagers auf, um ihr Material im Siedlungsbau weiterzuverwenden.
Auf dem Gefangenenfriedhof am Dammer Weg wurden während des Zweiten Weltkrieges 465 Ostarbeiter sowie 50 Militärangehörige verschiedener Staaten beigesetzt.
Heute erinnert – außer einigen wenigen Exponaten im Museum der Stadt Parchim – nur noch das Ehrendenkmal auf dem Gefangenenfriedhof an das Kriegsgefangenenlager Parchim. Auf dem Lagergelände wurde im August 1937 ein Flugplatz der Wehrmacht eröffnet. Zu DDR-Zeiten befand sich dort ein sowjetischer Militärflugplatz. Nach der Wende wurde der Flugplatz zivil genutzt und später an den chinesischen Investor Jonathan Pang verkauft, der den Ausbau zum Flughafen Schwerin-Parchim plante. Dessen Betriebsgenehmigung wurde am 12. April 2019 ausgesetzt; seit dem 1. Februar 2023 ist der Flughafen Schwerin-Parchim geschlossen.